# ۱۳۵۵ (میلادی)
۱۳۵۵ (میلادی) هزار و سیصد و پنجاه و پنجمین سال تقویم میلادی است.

## درگذشتگان
‎